# Federico Poggipollini
Federico Poggipollini, noto anche con lo pseudonimo di Capitan Fede (Bologna, 26 marzo 1968), è un chitarrista e cantautore italiano.

## Carriera

### Con i Litfiba
Nel 1990 partecipa alla registrazione dell'album El diablo. Successivamente suona con la band per la registrazione di Sogno ribelle, compilation del 1992 e Terremoto (1993).
Dopo tanto tempo, partecipa al concerto dei Litfiba del 1º giugno 2012 al Mandela Forum di Firenze, al quale hanno preso parte molti degli ex musicisti della band.

### Con Ligabue
Nel 1994 diventa componente della band di Luciano Ligabue con il quale registra gli album Tributo ad Augusto (1994), Buon compleanno Elvis (1995), Su e giù da un palco (1997), RadioFreccia (colonna sonora del film omonimo) (1998), Miss Mondo '99 (1999), Fuori come va? (2002), Giro d'Italia (2003), Nome e cognome (2005), Sette notti in Arena (2009), Arrivederci, mostro! (2010), Campovolo 2.011 (2011), Mondovisione (2013), Giro del mondo (2015), Made in Italy (2016), Start (2019), 7 (2020) e Dedicato a noi (2023), partecipando a tutti i tour e agli eventi che seguono le uscite degli album.

### Come solista
Poggipollini esordisce come solista nel 1998 con il cd Via Zamboni 59 assieme alla sua band, i KKF. Nel 2001 esce il singolo Indelebile e in quello stesso anno appare come comparsa nel film Da zero a dieci (regia dello stesso Ligabue).
Nel 2003 viene pubblicato l'album Nella fretta dimentico anticipato dal singolo Bologna e piove.
Nel settembre 2006, in occasione dell'MTV Day di Bologna, Poggipollini collabora con la Super Band (che oltre a lui comprende Morgan alle tastiere, Max Gazzè al basso e Sergio Carnevale dei Bluvertigo alla batteria) e con numerosi artisti.
Nel suo repertorio sono presenti, oltre che a sue canzoni, anche cover di canzoni come Il mio nome è mai più (LigaJovaPelù), London Calling (The Clash), Get Up, Stand Up (Bob Marley) e altre.
Dal dicembre 2006 è anche il testimonial italiano del videogioco per PlayStation 2 e Xbox Guitar Hero II. Lo stesso ruolo è ricoperto in America dal chitarrista Dave Navarro.
Il 1º giugno 2007 è uscita, solo per il circuito radiofonico, la canzone Il chitarrista, cover del famoso brano di Ivan Graziani, reinterpretato da Poggipollini, con la partecipazione di Filippo Graziani, figlio di Ivan.
Il 3 aprile 2009 esce sul circuito radiofonico il singolo Taxi viola che anticipa l'album Caos cosmico uscito il 23 aprile 2009, composto da 16 brani inediti e promosso subito con una serie di date live in vari locali della penisola oltre agli showcase alle FNAC con Vincenzo Pastano alla chitarra, Ivano Zanotti alla batteria e Giorgio Santisi al basso.
Il 26 marzo 2010 esce il nuovo singolo Anima silvestre con la partecipazione di Elena Di Cioccio, che promuove l'album Caos cosmico extra uscito l'11 maggio 2010. Dal 22 novembre dello stesso anno fino al 6 luglio 2014 partecipa alle sigle pubblicitarie e, fino al 15 novembre dello stesso anno, anche del meteo di Rai 2 suonando la chitarra elettrica.
Il brano Taxi viola unitamente ad Incredibile potere è contenuto nella colonna sonora del film Le badanti.
Nel 2010 pubblica “Caos Cosmico Extra”, nuova versione dell’album del 2009, arricchita da due tracce live e dal brano “Anima Silvestre”, ballata dal sapore vintage in cui Federico duetta con Elena Di Cioccio
Nel 2011 ha recitato nel film Bar Sport, diretto da Massimo Martelli.
Nel novembre 2012 partecipa alla terza edizione del Jack On Tour, tour promozionale organizzato da Jack Daniel's, che ha toccato le città di Roma, Torino, Catania, Firenze e Milano. Insieme a Poggipollini c'erano Roberto Dell'Era al basso, Sergio Carnevale alla batteria e Megaherz alle tastiere. Ogni data ha visto prendervi parte Guest star differenti, tra cui Piero Pelù, Manuel Agnelli, Roy Paci e Casino Royale, con i quali sono state riproposte delle cover di classici del rock. La data finale del primo dicembre tenutasi all'Alcatraz di Milano ha visto la partecipazione di Cristiano Godano, Andy, Marco Cocci, Dente e Violante Placido. Le serate sono state riprese e poi trasmette in sei puntate da Deejay TV.
Sempre nel 2012 collabora con i The Sun a tre brani dell'album Luce, che diventeranno i singoli estratti (Onda perfetta, Sogno dei miei sogni e Outsider).
Nel 2014 partecipa al Concerto del Primo Maggio in accompagnamento all'esibizione di Piero Pelù, dove eseguono, tra le altre, una versione riarrangiata de Il pescatore di Fabrizio De André.
A maggio 2015 pubblica il suo ultimo lavoro Nero. L’album contiene 10 tracce inedite, dal sapore garage rock, blues e soul. Il disco nasce anche grazie alla collaborazione con Michael Urbano, che ha riarrangiato e prodotto il disco tra Bologna e San Francisco. L’album è stato anticipato dal singolo “Religione”, canzone dal suono decisamente rock e con un testo a tratti dissacrante. Tra il 2015 e il 2017 è impegnato con il “Nero Tour”, una serie di concerti di successo in tutta Italia per il lancio e la promozione del disco.
Nal 2019 partecipa con la Super Band al DopoFestival durante le serate del Festival di Sanremo. Oltre a Dell'Era e Carnevale alla band si sono uniti Enrico Gabrielli e Beatrice Antolini. Il programma, in quest'edizione con il titolo Dopofestival - The Dark Side of Sanremo, è stato condotto dall'attore e regista Rocco Papaleo con Anna Foglietta, in onda in diretta dal Teatro del Casinò di Sanremo.
Il 1º Maggio 2019 torna sul palco del Concerto del Primo Maggio, nella Superband che accompagna l'esibizione di Achille Lauro.
Nel 2020 pubblica quattro brani: Città in Fiamme (cover dei Tribal Noise), Chiodo (cover degli Skiantos), Monna Lisa feat. Cimini (cover di Ivan Graziani), Trappole, nel quale Poggipollini duetta con l'autore del brano, Eugenio Finardi.
Il 29 gennaio 2021 pubblica Varietà, cover del brano di Gianni Morandi, in una versione completamente riarrangiata del brano, che vede Poggipollini duettare con lo stesso Morandi.
Il brano è accompagnato da un videoclip, prodotto da On a Friday, che vede un cameo finale di Morandi.
Il 4 marzo dello stesso anno torna sul palco del Festival di Sanremo 2021, nella terza serata dedicata alle cover, al fianco di Annalisa per una versione riarrangiata di La musica è finita di Ornella Vanoni.
Il 26 marzo 2021 esce Canzoni rubate, il 5º album di Federico Poggipollini. Il disco è composto da 17 brani, di cui nove cover, un inedito e sette brani strumentali.

## Discografia

### Album in studio
- 1998 – Via Zamboni 59 (Riservarossa) (con i KKF)
- 2003 – Nella fretta dimentico (Stranisuoni)
- 2009 – Caos cosmico (1ST POP - Edel Music)
- 2015 – Nero
- 2021 – Canzoni rubate

### Singoli
- 1998 – Voglio il Paradiso (Riservarossa)
- 1999 – Uscire fuori (Riservarossa)
- 2002 – Tutto si muove (Stranisuoni)
- 2003 – Bologna e piove (Stranisuoni)
- 2003 – Cancellando ogni distanza (Stranisuoni) (solo radio)
- 2004 – Il personaggio (Stranisuoni) (solo radio)
- 2004 – Solo per un giorno (Stranisuoni)
- 2005 – 7 minuti (Stranisuoni) (solo radio)
- 2007 – Il chitarrista (Stranisuoni) (solo radio) (cover di Ivan Graziani)
- 2009 – Indelebile (Sony Music) (con i KKF)
- 2009 – Taxi viola (1st POP - Edel) (solo radio)
- 2010 – Anima Silvestre (feat. Elena Di Cioccio) (1st POP - Edel) (solo radio)
- 2015 – Religione
- 2015 – Nero
- 2016 – Solo un difetto
- 2020 – Il chiodo (cover degli Skiantos)
- 2020 – Monna Lisa (feat. Cimini) (cover di Ivan Graziani)
- 2020 – Trappole (feat. Eugenio Finardi) (cover di Eugenio Finardi)
- 2020 – Città in fiamme (cover dei Tribal Noise)
- 2021 – Varietà (feat. Gianni Morandi) (cover di Gianni Morandi)

## Videografia

### Da solista
- 1998 – Voglio il paradiso
- 1999 – Uscire fuori
- 2001 – Indelebile
- 2003 – Bologna e piove
- 2003 – Cancellando ogni distanza
- 2004 – Il personaggio
- 2004 – Solo per un giorno
- 2005 – 7 minuti
- 2007 – Il chitarrista (cover di Ivan Graziani)
- 2009 – Taxi Viola (con Laura Gigante)
- 2009 – Incredibile potere (con Stefano Baldini)
- 2012 – Anima silvestre
- 2016 – Nero
- 2020 – Il chiodo
- 2020 – Città in fiamme
- 2021 – Varietà (con Gianni Morandi)

### Con i Litfiba
- 1990 – El diablo
- 1991 – Gioconda
- 1991 – Proibito
- 1993 – Maudit

### Con Ligabue
- 1997 – Il giorno di dolore che uno ha
- 1997 – Tra palco e realtà
- 1998 – Ho perso le parole
- 1999 – Metti in circolo il tuo amore
- 1999 – L'odore del sesso
- 1999 – Almeno credo
- 1999 – Si viene e si va
- 1999 – Il mio nome è mai più
- 2002 – Questa è la mia vita
- 2002 – Tutti vogliono viaggiare in prima
- 2002 – Eri bellissima
- 2002 – Voglio volere
- 2005 – Il giorno dei giorni
- 2006 – Le donne lo sanno
- 2006 – Happy Hour
- 2007 – Niente paura
- 2008 – Il centro del mondo
- 2010 – Un colpo all'anima
- 2010 – Quando canterai la tua canzone
- 2011 – La linea sottile
- 2011 – Il meglio deve ancora venire
- 2012 – Sotto bombardamento
- 2013 – Il sale della Terra
- 2013 – Tu sei lei
- 2013 – Per sempre
- 2014 – Il muro del suono
- 2015 – C'è sempre una canzone
- 2015 – Non ho che te
- 2016 – G come giungla
- 2017 – È venerdì, non mi rompete i coglioni
- 2019 – Polvere di stelle

### Con altri artisti
- 1990 – Gianni Morandi, Bella signora
- 2001 – Estranea, Bungee Jumping
- 2012 – The Sun, Onda perfetta
- 2012 – The Sun, Sogno dei miei sogni
- 2013 – The Sun, Outsider
- 2020 – Marco Ligabue, Vado a caso

## Formazione

### Formazione attuale
- Giorgio Santisi – basso
- Ivano Zanotti – batteria
- Alberto Linari – tastiere

### Ex componenti
- Paolo Campioli – chitarra
- Alessandro Daltri – chitarra
- Antonio "Ciullo" Bonetti – batteria
- Franco "Jamaica" Barletta – basso
- Gianfranco Fornaciari – tastiere
- Marco Prati – basso
- Max Baldaccini – batteria
- Lucio Morelli – tastiere
- Andrea "Bedo" Bedin – basso
- Sandro Nasuti – batteria
- Vince Pastano – chitarra

## Filmografia
- 2002 – Da zero a dieci, regia di Luciano Ligabue
- 2011 – Bar Sport, regia di Massimo Martelli